# Orestes Rodríguez
Orestes Rodríguez Vargas (Lima, 4 de julio de 1943-Barcelona, 17 de noviembre de 2024), conocido como Orestes Rodríguez, fue un ajedrecista peruanoespañol, Gran Maestro Internacional (GM) de ajedrez. 
Fue el número 117 de España, en la lista de agosto de 2012 de la FIDE, con un Elo de 2378. Su máximo Elo fue de 2494 en julio de 2000 (577 del mundo).

## Títulos individuales
Ha logrado el título del Campeonato de Perú de ajedrez en 5 ocasiones consecutivas de 1968 a 1972, ambos incluidos.
Logró el título de Gran Maestro en 1978. Sus principales triunfos fueron primeros lugares de los torneos de Alicante, España 1974, Reggio Emilia, Italia 1975, Orense, España 1977, Lanzarote, España 1977 y el tercer lugar en Malgrat de Mar, España 1978.
Participó en el Campeonato de Europa de Veteranos de ajedrez, en 2004 y 2007.

## Títulos en equipo
Fue uno de los 4 jugadores que jugaron el inconcluso match por teletipo entre Perú y Cuba de 1970.
Participó representando a Perú en las Olimpiadas de ajedrez en seis ocasiones en 1964 en Tel Aviv, Israel; 1970 en Siegen, Alemania del Oeste; 1972 en Skopie, Macedonia del Norte; 1978 en Buenos Aires, Argentina (ganando la medalla de plata individual en el primer tablero); 1986 en Dubái, Emiratos Árabes Unidos; y 1988 en Salónica, Grecia. En 1992, Manila, Filipinas, jugó con el equipo español, 
- Olimpíada de ajedrez de 1978 - Medalla de plata en el 1.er tablero